# 출발! 전북대행진
조준모의 출발! 전북대행진은 TBN 전북교통방송(전주 FM 102.5MHz, 장수 FM 106.1MHz)에서 평일 아침 7시부터 9시까지 방송되는 전북권 지역의 출근길 아침 라디오 프로그램이다.

## 코너소개

### 매일 코너
- 굿모닝! 뉴스 전국 (동아일보 박영민 주재기자)
- 굿모닝! 뉴스 전북 (새전북신문 정성학 기자)
- 조준모의 이슈토크 (교통 등 다양한 이슈를 함께 나누는 시간)
- 출발! 스포츠 (국내외 스포츠소식)
- 방송통신원 교통현장 연결 (완산, 덕진, 익산, 군산)

### 요일 코너
- 월 
  - 내일신문 이명환 기자
  - 교통시설물 불만제로 (완산경찰서 배건태 경위/박덕하 취재리포터)
- 화 
  - 교통 관련, 지역 소식 등 섭외
  - 교통안전상식 (도로교통공단 전북지부 김지훈 교수)
- 수
  - 교통사고 잦은 곳 개선(도로교통공단 전북지부 손영식 부장 ∼ 격주)
  - 어르신 교통사고 줄이기 Silver 6599 (도로교통공단 전북면허시험장 조성진 부장, 기은아격고장
  - 자동차 보험상식 (강남석 손해사정사)
- 목
  - Driving 에티켓 ( 김윤아 취재리포터 ∼ 격주)
  - 장애인인권연대 최창현대표, 전북지방노동위원회 허기봉사무국장 (격월)
  - 친절 기사 (마지막주)
  - 국내외 자동차소식 (대덕대학교 이호근 교수)
- 금
  - 교통 관련, 지역 소식 등 섭외
  - 대중교통 등 이슈 (전북대 도시공학과 장태연 교수, 한국교통연구원 안강기 박사, 전북지방청 이석현 교통안전계장,국토연구원 윤태관 책임연구원, 임혜영 교통기술사)